# Старое Перекатное
Старое Перекатное (каз. Старое Перекатное) — упразднённое село в Жаксынском районе Акмолинской области Казахстана. Ликвидировано в 2016 г. Входило в состав Кайрактинского сельского округа. Код КАТО — 115261400.

## Население
В 1999 году население села составляло 153 человека (74 мужчины и 79 женщин). По данным переписи 2009 года, в селе проживало 70 человек (37 мужчин и 33 женщины).